# Димитър Болутов
Димитър Янакиев Болутов с псевдоними Димитър Зографски, Д. Зографов и Димитър Янакиев е български писател, преводач, църковен историк.

## Биография
Роден е на 19 октомври 1889 година в село Милославци, Пернишко, в семейството на български бежанци от Македония. Майка му Фания Апостолова е дъщеря на свещеник Георги Апостолов от Прилеп, деец на Българското възраждане в Битоля; като руска стипендиантка тя учи 5 години в Москва (1871 – 1876). По бащина линия чичо на Димитър Болутов е архимандрит Григорий (Болутов), игумен на Зографския манастир (1891 – 1909).
Учи най-напред в родното си село, а след това – в Солунската българска мъжка гимназия. Предполага се, че именно тогава става член на Вътрешната македоно-одринска революционна организация (ВМОРО). През пролетта на 1903 година, след солунските атентати, се налага да напусне гимназията и търси спасение при чичо си, който е архимандрит на Зографския манастир.
Става послушник в манастира и остава там до 1905 година, когато е изпратен да учи в Одеската семинария (1905 – 1908). След завръщането си става студент в Софийския университет, където избира специалността „Славянска филология“. Сред преподавателите му са Любомир Милетич, Беню Цонев и Александър Теодоров-Балан.
При избухването на Балканската война (1912) прекъсва следването си и се записва доброволец в Македоно-одринското опълчение. Служи във Втора нестроева рота на Скопската дружина. За проявен героизъм е награден със сребърен кръст „За военна заслуга“. През Първата световна война е военнослужещ на Добруджанския фронт (1916 – 1918) и участва в срещата на българските и руски войници на река Серет.
След войната става член на Българската комунистическа партия (1919 г.) и живее в Съветския съюз. Сътрудничи на съветски вестници и списания. След амнистията в 1931 година се завръща в България.
Установява се в София. Сътрудничи както на комунистическия, така и на некомунистическия печат. Публикува статии за руската литература, превежда Михаил Зошченко („Възвърната младост“) и Леонид Леонов.
Член е на ръководството на Всемирното общество за културни връзки със СССР (ВОКС), което в България се е конституирало като Българо-съветско дружество.
След Деветосептемврийския преврат е директор на издателството към Съюза на българо-съветските дружества и член на контролната комисия на съюза. От 1952 до 1955 година е коментатор в Българската телеграфна агенция.
Умира на 26 юни 1961 година в Банкя.

## Съчинения
- Света гора-Зографъ въ миналото и днесъ. Издателство на Зографския манастир, 1943. Книгата е резултат на дългогодишни проучвания и събрани материали. Издава я под псевдонима Д. Зографски.[1]
- Български исторически паметници на Атон. София, Наука и изкуство, 1961. Книгата представлява ново издание на Света гора-Зографъ въ миналото и днесъ. Изследва някои жития на светци, запазени в Зографския манастир, и превежда житието на Пимен Зографски. Публикува я под името Д. Болутов.[1]
- Евреите и руската литература (1938)[1]
- Съвременна руска литература (1941)[1]
- Съветски писатели. Литературни портрети (1947). Второ издание на предишната книга за руската литература под ново заглавие.[1]